# Rivière-Saint-Jean
Rivière-Saint-Jean är en kommun i provinsen Québec i Kanada. Den ligger i regionen Côte-Nord, i den östra delen av landet, 1 000 km nordost om huvudstaden Ottawa.